# Budapešť Stars
Budapešť Stars, dříve znám pod názvem NZ Stars, byl maďarský klub ledního hokeje, který sídlil v Budapešti. Založen byl v roce 2001. V sezóně 2009/10 se klubu povedlo zvítězit v mezinárodní soutěži MOL liga (v dnešní době známa pod sponzorským názvem Erste Liga). Klub zaniká v roce 2011 po fúzi s Vasasem SC. Klubové barvy byly červená, bílá a modrá.
Součástí klubu byl i ženský tým, devět hráček kterého byly členkami maďarské ženské reprezentace do 18 let, která se stala vítězem první divize MS 2012 v této věkové kategorii a postoupila do elitní Top divize MS 2013.
Své domácí zápasy odehrával v hale Jegpalota Budapest s kapacitou více než 2 048 diváků.

## Historické názvy
Zdroj:
- 2001 – Budapešť Stars
- 2008 – NZ Stars
- 2009 – Budapešť Stars

## Získané trofeje
- Erste Liga ( 1× )
  - 2009/10

## Přehled ligové účasti
Zdroj:
- 2008–2011: OB I. Bajnokság (1. ligová úroveň v Maďarsku)
- 2008–2011: MOL Liga (mezinárodní soutěž)